# 船橋市図書館
船橋市図書館（ふなばししとしょかん）は、千葉県船橋市の市立図書館（公共図書館）の総称。

## 概要
船橋市内では、4つの市立図書館と15室の公民館・市民センターなどの図書室、2館の公民館の図書コーナー、2館の公民館の図書貸出返却窓口がオンラインで結ばれ（2021年11月時点）、蔵書の取り寄せ・貸し出し・返却を融通し合っている。他に、1台の移動図書館がある。
市立図書館
- 中央図書館 - 蔵書数 25万5525冊[1]
- 西図書館 - 蔵書数 27万7967冊（2011年10月1日現在で約3万7500冊を配架）[1]
- 東図書館 - 蔵書数 25万8747冊（他に移動図書館9万943冊）[1]
- 北図書館 - 蔵書数 28万7206冊[1]
蔵書数はいずれも2011年3月末時点。雑誌は含まれていない。

公民館図書室
- 小室公民館図書室
- 丸山公民館図書室
- 塚田公民館図書室
- 高根台公民館図書室
- 海神公民館図書室
- 薬円台公民館図書室
- 坪井公民館図書室
- 法典公民館図書室
- 西部公民館図書室
- 新高根公民館図書室
- 浜町公民館図書室
- 北部公民館図書室
- 松が丘公民館図書室
- 三山市民センター図書室
- 大穴小学校市民図書室
- 飯山満公民館図書コーナー
- 八木が谷公民館図書コーナー
- 東部公民館図書室 - 図書貸出返却窓口として
- 夏見公民館図書室 - 図書貸出返却窓口として

移動図書館
- まつかぜ号 - 東図書館参照

## 中央図書館

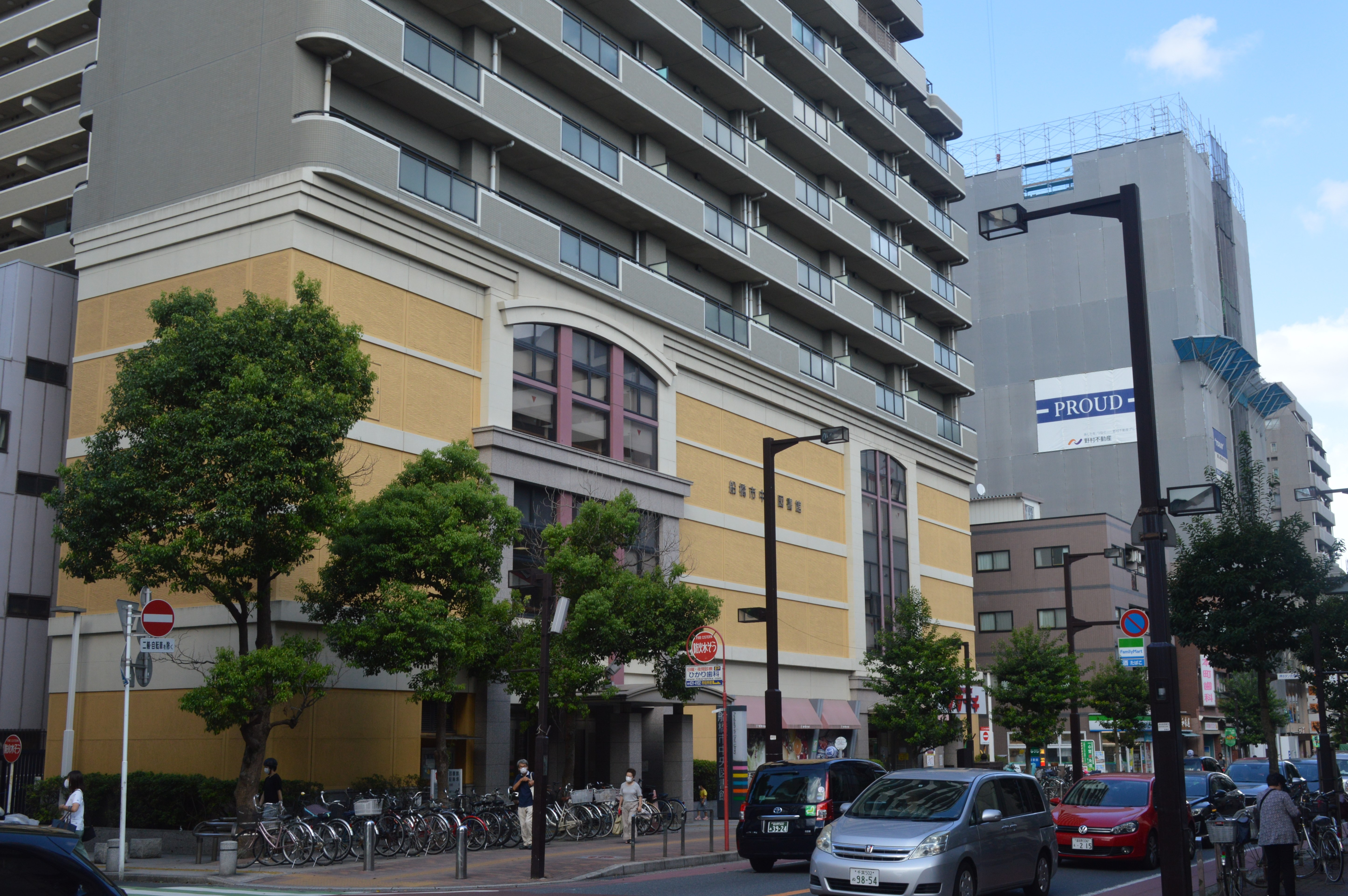
船橋市中央図書館

1983年 (昭和58年) 10月1日、湊町2丁目(現・船橋市役所別館)に開設。2000年 (平成12年) 7月7日、本町4丁目に建設された複合施設「ライブ2000」の2・3階に移転。
- 2階は、一般図書と美術書の開架式閲覧室と、西図書館から仮移転中の郷土資料室と、パソコンソフト閲覧コーナー（ソフト数は少なく、持ち込みソフトのアップロードは禁止）
  - 一般図書と美術書は、船橋市内在住者、在勤者、在学者に限って、貸し出し窓口で手続きの上で2週間の貸し出しができる。
  - 古い図書は、普段は閉架式書庫に収納されていて、請求すると司書が出してくれる。そこの図書も痛みが激しくなければ貸し出し可能。
- 3階は、児童書コーナーと開架式の資料閲覧室。資料閲覧室の資料だけは貸し出しができない。
  - 辞典類と新聞紙縮刷版と寄贈を受けた社史などの重い資料がその中心。

### 交通
- JR線船橋駅より徒歩約8分
- 京成本線京成船橋駅より徒歩約6分

### 所在地
- 船橋市本町4丁目38番地28（北緯35度41分53.1秒 東経139度59分15.2秒 / 北緯35.698083度 東経139.987556度）

## 西図書館

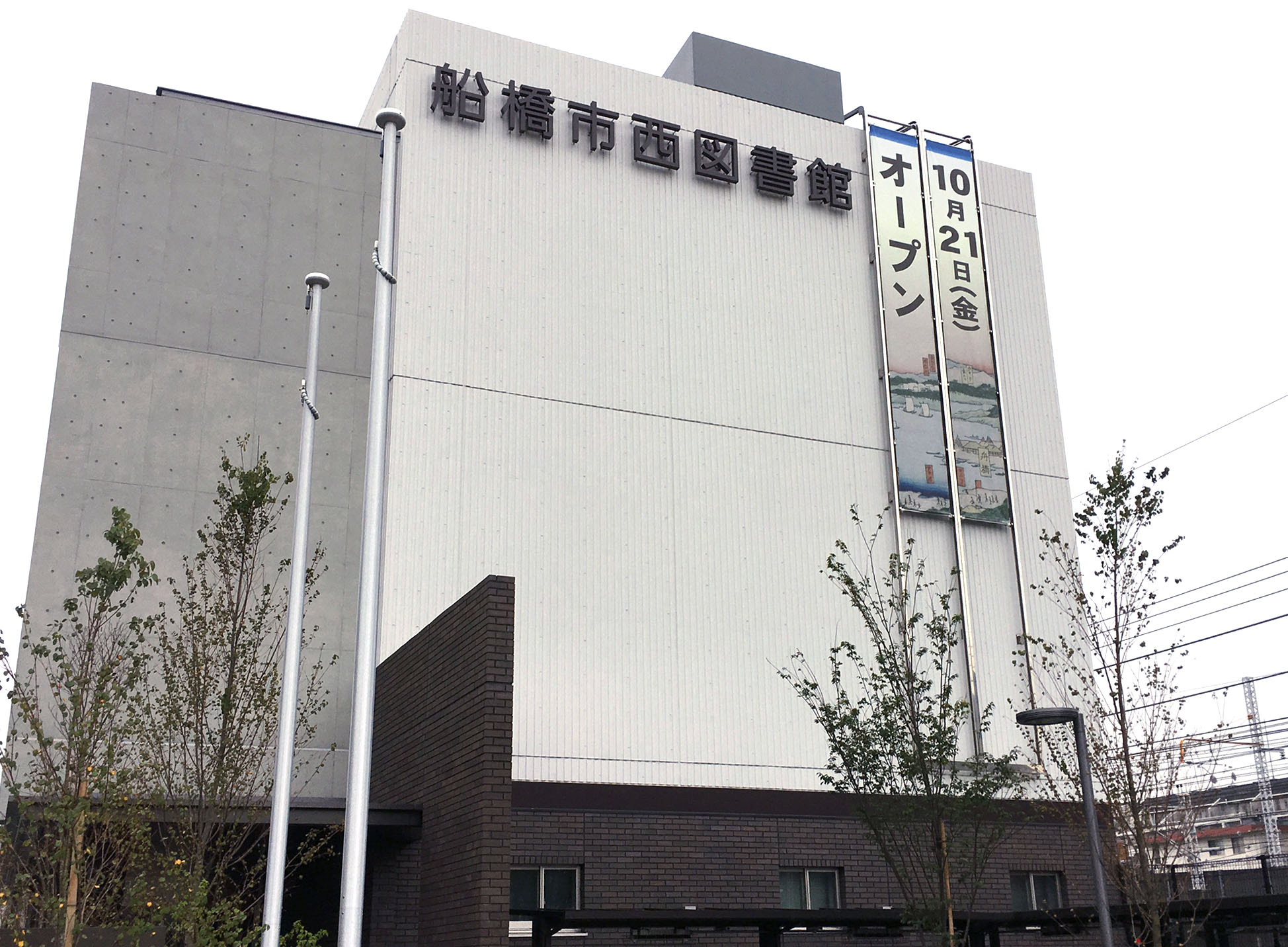
船橋市西図書館

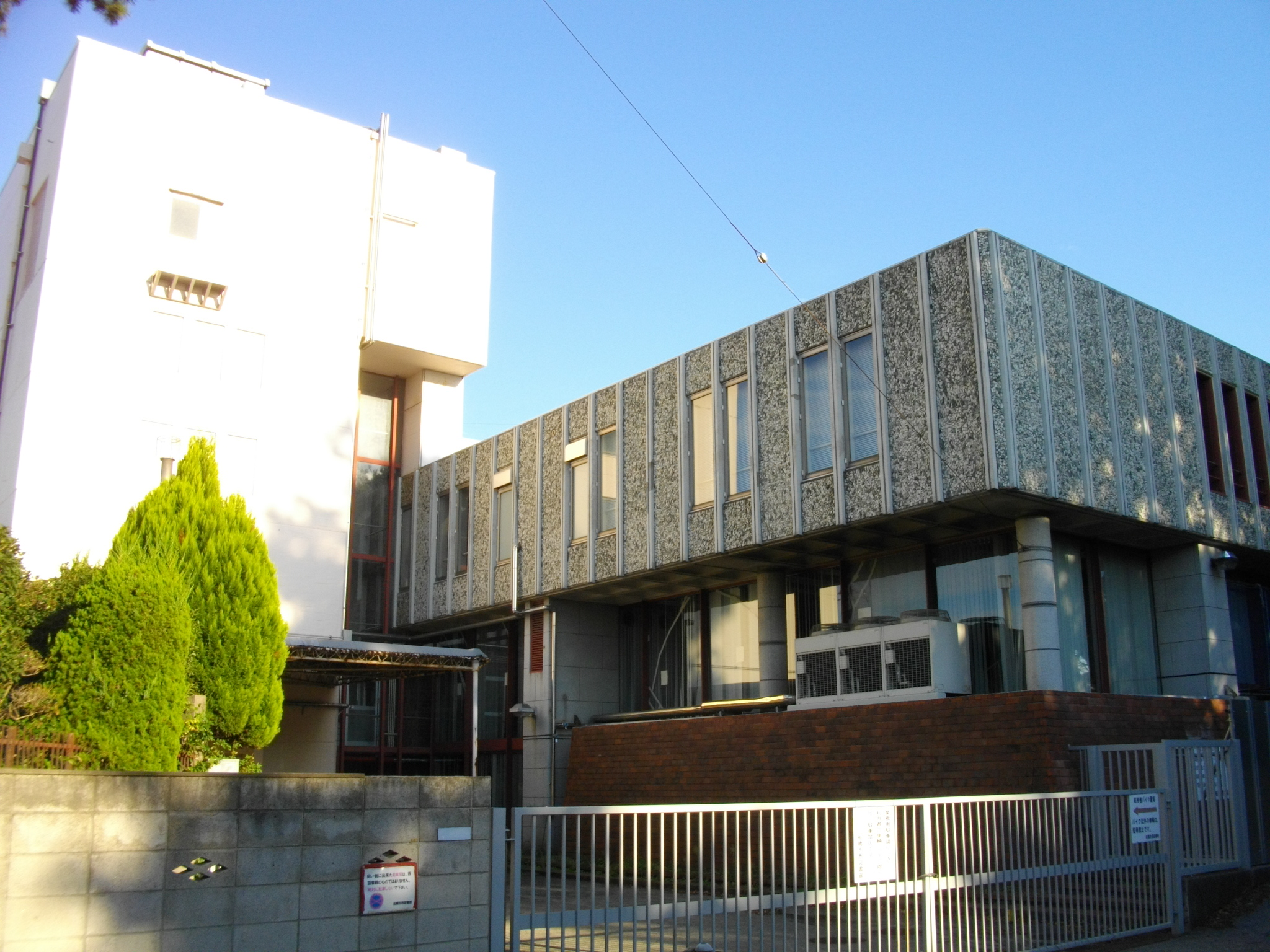
2011年まで用いられていた西図書館の旧館

西船にある。1971年（昭和46年）1月6日開館。かつては市の中央図書館であった時期もある。郷土資料が充実しており、貴重な古文章や古地図なども保存している。2001年（平成13年）8月には船橋市西図書館蔵書破棄事件が起きた。
2011年（平成23年）3月に発生した東日本大震災で被災、安全確認のため3月30日より当面の間休館となった。その後、船橋市は現施設の再開が困難であることを認めて代替施設の検討を行うことを表明。同年10月1日より代替施設による業務が再開された。
2016年（平成28年）10月21日に新館が開館した。旧西図書館跡地は「西船4丁目緑地」として整備された。

### 所在地
- 船橋市西船1-20-50（北緯35度42分22秒 東経139度57分46.8秒 / 北緯35.70611度 東経139.963000度）
  - 2011年までの旧館: 船橋市西船4丁目12番地18（北緯35度42分35.3秒 東経139度57分35.2秒 / 北緯35.709806度 東経139.959778度）
  - 2011年から2016年までの代替施設: 船橋市西船5丁目26番地25 西船エーワンビル内（北緯35度42分35.5秒 東経139度57分24.9秒 / 北緯35.709861度 東経139.956917度）

### 交通
- JR線西船橋駅より徒歩約5分
- 京成本線京成西船駅より徒歩約15分

## 東図書館
習志野台に在る。1981年（昭和56年）6月2日開館。蔵書数が市内で最も多く、様々な分類の本が置いてある。船橋市郷土資料館にも近いため、郷土資料も充実している。習志野台公民館も図書館内に存在。

### 所在地
- 船橋市習志野台5丁目1番地1（北緯35度43分6.8秒 東経140度3分2秒 / 北緯35.718556度 東経140.05056度）

### 交通
- 京成電鉄松戸線習志野駅より徒歩約12分
- 京成電鉄松戸線・東葉高速鉄道東葉高速線北習志野駅より徒歩約15分

## 北図書館
- 二和東にある。1991年（平成3年）10月1日開館[1]。二和向台駅から徒歩2分と、市内4図書館の中で最寄り駅に最も近い。
- ビルの2階に位置している。
- 市内4図書館の中で唯一、映像資料コーナーがあり、音楽用CDと、学習用映画や外国映画作品を中心とした、VHSビデオとDVDソフトを視聴できる。
  - 映像資料も蔵書同様に、市内在住者、在勤者、在学者に限り、貸し出しもしている。

### 所在地
- 船橋市二和東5丁目26番地1（北緯35度45分13.2秒 東経140度1分21.1秒 / 北緯35.753667度 東経140.022528度）

### 交通
- 京成電鉄松戸線二和向台駅より徒歩約2分